# Tomorrow Comes Today
Tomorrow Comes Today é o primeiro EP da banda virtual britânica Gorillaz, lançado em novembro de 2000.
Todas as faixas foram lançadas mais tarde no álbum Gorillaz, com exceção de "12D3", que só foi relançada no álbum de lados b G-Sides.

## Faixas
1. "Tomorrow Comes Today" – 3:12
2. "Rock the House" – 4:09
3. "Latin Simone" – 3:36
4. "12D3" – 3:12

### Extras (CD apenas)
- "Tomorrow Comes Today" (vídeo)
- Biografia
- Link para o website